# Сульфид лантана
Сульфид лантана — бинарное неорганическое соединение 
металла лантана и серы 
с формулой LaS, 
золотистые кристаллы.

## Получение
- Действие паров серы на металлический лантан:

{\displaystyle {\mathsf {La+S\ {\xrightarrow {T}}\ LaS}}}

## Физические свойства
Сульфид лантана образует золотистые кристаллы 
кубической сингонии, пространственная группа F m3m, параметры ячейки a = 0,586 нм, Z = 4,
структура типа хлорида натрия NaCl
.
Соединение конгруэнтно плавится при температуре 2175°C (2300°C ).